# Andromeda (I Cavalieri dello zodiaco)
(Colpo principale di Andromeda, nella versione originale e del manga, e nell'adattamento italiano dell'anime)
Andromeda (アンドロメダ星座の瞬?, Andoromeda no Shun) è un personaggio immaginario della serie di manga e anime I Cavalieri dello Zodiaco creata dal mangaka Masami Kurumada. È uno dei protagonisti del cosiddetto manga classico e delle serie animate da esso tratto (la cosiddetta serie classica degli anni ottanta e quella di OVA degli anni 2000), ma compare come personaggio principale anche nel manga seguito canonico Saint Seiya Next Dimension.
Shun è il cavaliere di bronzo dell'omonima costellazione, ed è il fratello minore di Ikki, al quale è molto legato fin dall'infanzia. Durante la nuova Guerra Sacra contro Hades, si scopre che il dio degli inferi lo aveva scelto come corpo ospite per manifestarsi sulla Terra.
Inoltre, nel manga seguito ufficiale dello storico manga di Saint Seiya cioè Saint Seiya Next Dimension, Shun viene riconosciuto come futuro e ufficiale cavaliere d'oro della Vergine, successore di Shaka.
Nelle due traduzioni del manga classico e nell'adattamento Dynamic dei film viene chiamato Shun di Andromeda, nome fedele a quello originale, nel quale "Shun" in giapponese significa "scintillio" o anche "persona di talento". Spesso in originale anche i suoi nemici si rivolgono a lui con il nome della sua costellazione (Andromeda), diventato nell'adattamento italiano dell'anime classico il suo nome proprio.
Il personaggio è apparso in tutti i media della serie classica (film, videogiochi e CD Drama) e ha avuto apparizioni cameo in altri manga della serie (Episode GA). È stato commercializzato diverso merchandise basato su Andromeda, incluse figurine, peluche e numerose action figure.

## Caratteristiche
Shun è uno degli orfani raccolti da Mitsumasa Kido (nel manga è uno dei suoi cento figli) presso la Fondazione Grado allo scopo di diventare cavalieri di Atena. È uno dei pochissimi ad avere un fratello (Ikki) al proprio fianco, e a lui rimane profondamente legato per tutta la serie.
Shun possiede un carattere singolare per un cavaliere: più volte durante la serie dichiara di non volere combattere o ferire gli avversari, arrivando quasi ad abbandonare la lotta pur di non danneggiare il prossimo. Il suo spirito gentile lascia spesso all'avversario la possibilità di arrendersi piuttosto di venire sconfitto, avendo così salva la vita: la battaglia contro Aphrodite di Pisces, l'assassino del suo maestro, è stata l'unica occasione in cui ha mostrato la volontà di uccidere. Questo comportamento ha fatto sì che i suoi compagni lo ritenessero non adeguato alle continue battaglie e alla forte pressione psicologica della lotta, ma, nonostante tutto, Shun ha sempre continuato a lottare per Atena, avendo un comportamento sempre più determinato ma senza nascondere il suo animo altruista.
Fin dal principio, sia nell'anime sia nel manga, Shun è il cavaliere più famoso dei cinque protagonisti. Molte sono le occasioni in cui si può notare questa particolarità: durante la Galaxian War il pubblico di ragazze va in visibilio per lui e molti avversari, per esempio l'Incendiary Saint, Siegfried, Io di Scilla, conoscono la Catena di Andromeda e la definiscono "famosa".

## Relazioni sentimentali
Durante l'addestramento sull'isola di Andromeda la sua compagna d'addestramento June nutre un profondo sentimento per lui. Sentimento che arriva a spingerla a bloccare la sua partenza per il grande tempio, temendo che il suo amato possa rischiare la vita.

## Storia (Serie classica eNext Dimension)

### Serie classica
Shun è uno dei più giovani tra i cinque cavalieri di bronzo protagonisti ed è il fratello minore di Ikki. Nell'isola di Andromeda viene allenato dal cavaliere d'argento Daidaros (nell'anime viene sostituito da Albiore), imparando sotto la sua guida a gestire il cosmo che è dentro di lui. Al termine dell'addestramento Shun si cimenta nell'ultima prova prima della conquista dell'ambita Armatura, che consiste nella lotta contro i suoi compagni d'addestramento Reda e Spica (presenti solo nell'anime), e infine nel Rituale di Andromeda.
Shun ritorna a Tokyo e partecipa alla Galaxian War organizzata da Saori Kido per vincere l'Armatura d'oro del Sagittario, ma soprattutto per rivedere il fratello. Al torneo affronta Jabu dell'Unicorno, ma il duello non si conclude a causa dell'arrivo di Ikki e dei Cavalieri neri che rubano la Sacra Armatura. Seiya guida i suoi compagni (Shiryu di Dragon, Hyoga di Cygnus e lo stesso Shun) per riprendere i pezzi della sacra armatura. Negli scontri che seguono, Shun sconfigge prima la sua controparte, Black Andromeda, per poi aiutare Seiya a sconfiggere Ikki. Dopo la scomparsa di Ikki, Shun e i suoi compagni affrontano i sicari (tra cui i Cavalieri d'Argento) del Grande Sacerdote, inviati da quest'ultimo per ucciderli in quanto colpevoli di avere usato le proprie armature per scopi personali e per recuperare l'Armatura del Sagittario. Durante lo scontro con Aioria del Leone Shun e i suoi compagni scoprono che Saori è la reincarnazione della dea Atena e che il Grande Sacerdote, Arles, provò a ucciderla quando era in fasce ma la piccola fu salvata dal Cavaliere del Sagittario Aiolos, che l'affidò al miliardario Mitsumasa Kido. Shun e i suoi compagni (al quale si aggiunge anche Ikki), si recano al Santuario per sconfiggere Arles, affrontando prima i Cavalieri d'oro posti a protezione di quest'ultimo. Durante la corsa per le Dodici Case Shun prima affronta l'illusione creata da Arles, poi sconfigge in un mortale duello Aphrodite e infine unisce le forze con i suoi compagni contro Arles, che si rivela essere Saga di Gemini.
Nella saga di Asgard, presente solo nell'anime, Shun e i suoi compagni affrontano Hilda di Polaris, celebrante di Odino (dio del nord), resa malvagia dall'Anello del Nibelungo; Shun prima affronta in un duro scontro Mime, venendo salvato da Ikki, e poi Syd che sconfigge dopo un difficile duello. Alla fine della serie Seiya riesce a liberare Hilda indossando l'Armatura del dio Odino e brandendo la spada Balmung, ma Saori viene subito rapita da Poseidon, vera mente dietro la possessione di Hilda.
Nella saga di Poseidon (dio dei mari), ambientata nel regno sottomarino di quest'ultimo, Shun affronta in un complesso duello Io di Scilla, generale dell'oceano Pacifico del sud sconfiggendolo, poi distruggendo la colonna del Pacifico del Sud, e successivamente viene sconfitto dal generale Kaysa. Ripresosi dalla ferita, combatte in un difficile duello contro il generale Sorrento di Siren, sconfiggendolo (senza però ucciderlo), poi distruggere la colonna dell'Atlantico meridionale. Nello scontro decisivo contro il dio Poseidon rimane inizialmente in disparte insieme con suo fratello Ikki lasciando il combattimento nelle mani di Seiya, Shiryu e Hyoga, supportati dalle Armature d'oro, aiutandoli in seguito però con il suo cosmo e sfruttando i poteri dell'armatura di Andromeda, forgiata con il sangue dei Cavalieri d'oro e quindi in grado di diventare d'oro anch'essa quando il cavaliere espande il suo cosmo fino al limite.
Nella serie di Hades (dio dell'oltretomba) Shun si reca al Santuario, ma riceve una fredda accoglienza, in quanto Atena aveva ordinato che i cinque cavalieri di bronzo non dovessero più combattere. In seguito alla morte di Atena e alla corsa verso il castello tedesco base di Hades riesce a risvegliare l'ottavo senso per recarsi vivo nel regno dei morti e portare ad Atena la sua armatura divina. Dopo avere sconfitto lo Spectre Caronte sulle rive del fiume Acheronte e incontrato Orpheo della Lira nel regno dei morti Hades prende possesso del corpo di Shun alla Giudecca (quartier generale del dio nell'aldilà), giudicato la persona più pura della Terra, difatti sin da neonato Shun possiede al collo un ciondolo con inciso la scritta "Yours Ever", donatogli da Pandora, la sacerdotessa del dio dell'oltretomba. La possessione dura però poco tempo, perché la dea Atena usando il suo sangue divino libera Shun dallo spirito di Hades, che si riunisce ai suoi compagni davanti all'immenso Muro del Pianto, che divide l'Inferno dall'Elisio che in seguito viene distrutto grazie al sacrificio dei dodici Cavalieri d'Oro. Durante lo scontro nell'Elisio indossa per pochi minuti, grazie all'intercessione del dio Poseidon, l'armatura d'oro della Vergine. Dopo la distruzione di quest'ultima per mano del dio Thanatos, riesce a bruciare al massimo il suo cosmo generando così l'Armatura Divina di Andromeda grazie al sangue di Atena ricevuto in precedenza, e si scontra con Hypnos, il dio del sonno, dal quale viene messo però in difficoltà. Durante lo scontro finale contro Hades, unisce il proprio cosmo a quello dei compagni e riesce a sconfiggere il dio grazie ad Atena.

### Next Dimension (in corso)

Andromeda sulla copertina del 5º volume dell'edizione italiana di Saint Seiya - Next Dimension - Myth of Hades

Nel sequel canonico del manga classico di Saint Seiya, cioè Next Dimension Shun e Saori si recano attraverso lo Star Hill, prima sull'Olimpo dalla dea della Luna, Artemis sorella maggiore di Atena, poi nel passato (grazie al Dio del tempo, Chronos) per potere distruggere la spada di Hades, causa della maledizione che grava su Seiya. Una volta tornato nel passato e avere indossato la sua armatura (regredita da Armatura Divina ad Armatura di Bronzo), Shun è costretto a confrontarsi in un breve duello sia con Tenma sia con Shion di Aries, per convincerli di essere dalla parte di Atena. Tenma in breve capisce che Shun è dalla parte del giusto e insieme con lui incomincia a scalare le dodici case per raggiungere Atena che è in pericolo in Cima alle dodici case, mentre solo grazie al messaggio telepatico di Shijima della Vergine, Shion capisce che il Cavaliere è dalla parte di Atena e lo lascia passare dalla prima casa. Alla seconda casa, dopo un breve scontro, anche il Gold Saint Ox del Toro si convince della bontà del ragazzo e gli consente di attraversare il proprio tempio. Nella terza casa, Shun evita il labirinto di illusioni di Gemini ed esce dalla Casa, ma successivamente torna dentro per salvare Tenma dai poteri dimensionali del cavaliere d'oro, Abel\Cain dei Gemelli. Uscito dalla terza casa raggiunge la quarta dove al suo interno incontra il suo custode, DeathToll, il Gold Saint di Cancer che lo attacca spedendo la sua anima nella Yomotsu Hirasaka; qui vede lo spirito di Seiya che lentamente si dirige nel regno dei morti, poi, consigliato dalla voce telepatica di Atena, torna alla quarta casa grazie ai poteri prodigiosi della sua catena, ma qui viene risucchiato insieme con Tenma dentro Omertà, la leggendaria bara del silenzio, utilizzata dal Gold Saint. Uscito poi dal manufatto si ritrova nuovamente nella Yomotsu Hirasaka, dove salva Tenma da Suikyo (che in prenda al GenroMao-ken del gold saint di Gemini stava per uccidere il suo allievo); insieme con Tenma, intrappola DeathToll dentro Omertà e prosegue il suo cammino verso la quinta casa dello zodiaco, quella del Leone. Sulla scalinata che conduce alla quindi casa, Shun parla con Tenma del senso delle guerre, è sulla speranza che un giorno la pace possa regnare. Giunto alla casa del Leone, fa la conoscenza del Gold Saint del Leone di nome Kaiser e del suo amico Goldie (un enorme Leone con indosso un'armatura, aiutante di Kaiser). Shun spiega a Kaiser la sua importante missione, ma il Gold Saint che ha ordine di non fare passare nessuno, non crede alle sue parole e ordina a Goldie di attaccare Shun che tuttavia il Bronze Saint riesce ad ammansire. Stupito dell'accaduto, Kaiser allora mostra a Shun lo svenuto Suikyo, che poco prima il Gold Saint aveva sconfitto, per farli desistere dal proseguire, ma Shun intende giungere da Atena a ogni costo, e attacca il Gold Saint più volte con la sua catena il quale contrattacca con pugni scagliati alla velocità della luce, poco dopo alla quinta casa giunge anche Tenma. Dopo lo scontro tra Kaiser e Goldie contro un gruppo di Specter, il Gold Saint decide di fare passare Tenma e Shun che proseguono così verso la sesta casa, dove al suo interno vengono attaccati dalla potentissima barriera protettiva di Shijima della Vergine, ma all'improvviso appare lo spirito di Shaka che incomincia un violento scontro con lo spirito di Shijima. Shun interviene e impedisce che il duello tra i due Gold Saint prosegua all'infinito, qui si viene a sapere che Shun sarà il futuro Gold Saint della Vergine. Lo spirito di Shaka torna al Nirvana, e Shijima permette ai due Bronze Saint di superare la casa. Nel giardino sacro della casa della Vergine trovano il Cloth di Crateris  I due, giunti alla settima casa di Libra, contemplano il cadavere del grande Suikyo, e Tenma veste il suo maestro con la sua armatura originale (il silver cloth di Crateris), vengono poi a sapere da Dohko che al Santuario sta per verificarsi qualcosa di terribile, e sono costretti ad affrontare il gold saint, poiché egli non è intenzionato a lasciarli in vita. Dopo averli colpiti Dohko si dirige da Atena; Shun e Tenma partono al suo inseguimento, ma vicini all'ottava casa dello scorpione cadono in un enorme distorsione spazio-temporale, ma riescono a salvarsi da essa grazie alla catena di Andromeda. Intanto al Santuario si verificano dei terremoti, e risorge dalle profondità del terreno il gigantesco Tempio del leggendario Ofiuco, la cui energia addormenta tutti gli abitanti del Santuario compresi tutti i Saint e quindi anche Tenma. Shun invece non viene colpito dalla soprannaturale energia e prosegue entrando insieme a Shiryu (che incontra lungo la scalinata) nel tempio di Ofiuco...

### Saint Seiya Ω
Nella recente serie animata della Toei Animation Saint Seiya Ω Shun si è ritirato dalle battaglie (dopo essere stato maledetto a seguito di uno scontro il dio Mars, diventando impossibilitato a bruciare il Cosmo senza gravi conseguenze sul suo corpo) e svolge la professione di medico in un villaggio del medio oriente.
Caratterialmente appare molto più combattivo e determinato, rispetto al personaggio classico e dimostra di sapere usare catene create con il proprio cosmo. In seguito, tornerà a combattere, e darà una mano per sconfiggere i potenti guerrieri Palassite della dea Pallas.

## Armatura
L'Armatura (Cloth) di Andromeda si trova, insieme con diverse altre, sull'isola di Andromeda, custodita dal Cavaliere d'argento Daidaros (nell'anime sostituito da Albiore). Per dimostrare di essere il degno cavaliere di Andromeda, è necessario superare il Rituale di Andromeda, una procedura tesa a dimostrare di possedere il cosmo dei Cavalieri. Essa consiste nel legare il candidato con una catena a uno spuntone ai piedi di una scogliera, così come successe alla principessa Andromeda nel mito greco. Lo scrigno che contiene l'armatura di Andromeda è posto proprio davanti allo spuntone in modo da tenere sempre ben chiaro al candidato il premio finale. Il candidato deve rimanere in balia di intemperie e maree finché non riesce a liberarsi dalla catena che lo tiene legato. La catena, però, non è una catena comune: si tratta infatti della Catena di Andromeda stessa, che il candidato deve spezzare, dimostrando di possedere un cosmo degno dell'Armatura.
- Prima Armatura

La caratteristica principale che distingue il Cloth di Andromeda dalle altre Armature di bronzo è la dotazione di una coppia di catene, dette Catena di Andromeda, collegate ai bracciali dell'Armatura, che il Cavaliere utilizza al posto dei classici colpi generati dall'energia cosmica.
Nell'anime inizialmente l'armatura di Andromeda è rosa con decisamente fattezze da donna, tanto è che è dotata persino di un seno, ricordando il simbolo della costellazione. Con la creazione della nuova armatura dopo le Dodici Case questa caratteristica scompare del tutto. Il pettorale ricopre completamente il torso (a differenza di tutte le altre armature di bronzo, che coprono solo il pettorale), la catena sul braccio sinistro, catena di difesa, termina a sfera, mentre la catena sul braccio destro termina a cono, per ferire gli avversari con la punta.
- Seconda armatura

Dopo la battaglia delle Dodici Case l'armatura è stata riparata e rigenerata grazie al sangue dei cavalieri d'oro ed è diventata Andromeda la Notte (nome utilizzato solo nell'adattamento italiano dell'anime).
Le modifiche sono evidenti. Adesso il pettorale non copre più completamente il torso, ma lascia scoperti i fianchi del cavaliere. Le protezioni sulle cosce scompaiono. L'elmo non copre più tutto il capo, ma diventa un più semplice diadema. La punta della catena di difesa non è più una sfera, ma un grosso anello cavo, mentre la catena di attacco non termina più a cono, ma a triangolo, cavo anch'esso.
- Terza Armatura

Dopo essere stata bagnata dal sangue di Atena l'armatura acquisisce parti delle caratteristiche estetiche della corazza originale. Difatti tornano i gambali più lunghi, ora coprono nuovamente anche le cosce, mentre il pettorale, sebbene ora copra di più, comunque lascia ancora scoperti i fianchi. Le catene restano invariate rispetto alla seconda versione.
- Armatura Divina

Durante la battaglia contro Thanatos nell'Elisio l'armatura assume sembianze più massicce, dotata anche di ali, sebbene non come quelle di cui dispone il Pegaso o il cigno, ma più estese, fini, e puntate verso il basso (tanto che sembrano più un ornamento che ali vere e proprie). Le catene cambiano colore, diventando di un colore dorato. In Next Dimension l'armatura divina regredisce alla stadio precedente (Terza Armatura), poiché viene specificato che le armature divine sono uno stadio evolutivo temporaneo che si manifesta con l'espansione del cosmo a livelli enormi (come successo nell'Elisio).
- Armatura della Vergine

Nella serie di Hades, per affrontare Thanathos, a Shun è concesso di indossare l'armatura della Vergine, immediatamente distrutta dalla divinità nemica.

### Catena
La catena è un'arma sia di attacco sia di difesa, e nonostante costituisca un'arma unitaria si divide in due parti:
- la catena di attacco, che è agganciata al bracciale destro e termina con un punteruolo piramidale nella prima versione, e nella seconda con una piatta triangolare; sostanzialmente nell'anime è la catena deputata alla segnalazione della presenza di un nemico oltre che al lancio degli attacchi di base;
- la catena di difesa, che è agganciata al bracciale sinistro e termina con una piccola sfera nella prima versione, e nella seconda con una piatta circolare (a forma di anello); sostanzialmente nell'anime è la catena deputata alla difesa e può essere coordinata con la catena di attacco per formare strategie offensive complesse;

Inoltre è dotata di caratteristiche speciali:
- può dare potenti scosse elettromagnetiche (nel manga viene detto che può dare scosse di oltre diecimila volt).
- si presume che possa allungarsi all'infinito;
- dimostra una vera e propria volontà autonoma: durante la Galaxian War arriva a comunicare disponendosi a formare parole (in greco antico) come indizio di un pericolo imminente, più di una volta interviene autonomamente in aiuto del suo cavaliere.
- può auto-ripararsi se viene rotta o danneggiata (caratteristica definita chiaramente nel manga).
- sia nel manga classico sia nel manga sequel Next Dimension viene detto che la catena di Andromeda ha la capacità di attraversare le dimensioni.
- avverte la presenza del nemico, anche a lunghe distanze. Non attaccano però coloro che si dimostrano pacifici (almeno all'apparenza).

La catena di Andromeda ha due cruciali punti deboli: il freddo che la paralizza e il fuoco di cui la catena sembra avere paura. In numerosi punti dell'anime e del manga queste due debolezze emergono, e per quanto riguarda l'anime questo spiegherebbe il motivo dell'inefficacia di questa arma contro i cavalieri di Asgard che essendo cavalieri del nord, hanno un cosmo che trae origine dalle energie fredde.
Nell'anime, per tutta la prima serie fino allo scontro con i cavalieri d'oro, la catena di Andromeda sembra avere la facoltà di moltiplicarsi in più catene, tuttavia in nessuna parte dell'anime viene detto esplicitamente che la catena di Andromeda abbia la facoltà di moltiplicarsi, come fosse un'altra sua qualità.

## Il pieno potere di Andromeda
Sotto certi aspetti la sua indole "imbelle e rinunciataria" (come la definisce Reda) è un aspetto fondamentale nella complessa psicologia di questo personaggio, perennemente combattuto tra il desiderio di pace e la volontà di adempiere ai suoi doveri di Cavaliere. La forza che contraddistingue il cosmo di Shun è molto vasta, come il Cavaliere di bronzo fa notare a Daidaros dopo avere superato il Rituale di Andromeda per vincere l'armatura, e la tendenza a rifuggire la guerra fa da freno a questa potente forza distruttiva.
La Nebula Storm, che rappresenta il livello ultimo di questo cosmo, è la manifestazione del pieno potere che deriva da questa costellazione. Una volta liberato il potere di quest'attacco, arrestarlo diviene sempre più difficile, finché nemmeno Shun stesso può più bloccarlo: liberatolo questo comincia ad autoalimentarsi dapprima con il cosmo del Cavaliere che la usa, e in seguito divenendo una forza autonoma che aumenta di intensità fino ad annientare il nemico e tutto ciò che si interpone fra il Cavaliere che la usa e il nemico stesso.
La Nebula Storm si suddivide in due stadi distinti:
- Primo stadio - Nebula Stream (Corrente della nebulosa): in questo stadio assume la forma di una lieve ma diffusa e colorata corrente d'aria; le radiazioni energetiche che formano le correnti espanse a tutto il campo di battaglia hanno il colore del cosmo di Shun. Scopo delle onde è quello di immobilizzare il nemico impedendogli anche i più piccoli movimenti. Il Nebula Stream assume forma e si rafforza in base ai movimenti dell'avversario finché la corrente diviene una tempesta vera e propria.
- Secondo Stadio - Nebula Storm (Tempesta della Nebulosa): in questo stadio assume la forma di una tempesta che aumenta progressivamente di intensità senza arrestarsi; è questo il momento critico in cui Shun normalmente avvisa il suo avversario che presto perderà il controllo del suo potere. Per potere controllare la corrente sempre più forte Shun la indirizza con i movimenti del corpo, manipola l'intensità del flusso di corrente energetica in modo da stendere l'avversario e privarlo di ogni capacità offensiva; questo però non impedisce all'attacco di aumentare di intensità. Più l'avversario oppone resistenza e reagisce, più la tempesta diventa aggressiva abbattendosi sul nemico con impeto sempre maggiore e violento finché non lo priva della vita.

## Tecniche di battaglia
La Nebula Storm, più che una vera e propria tecnica di battaglia, si tratta dell'esplosione di un grande potere che il Cavaliere di Andromeda controlla tramite la sua suddivisione in stadi di evoluzione e dirige contro l'avversario. Questa mossa appare nell'anime come una forte corrente d'aria dalle sfumature rosa che investe il nemico e non lascia scampo. Il Cavaliere, sia nell'anime sia nel manga, non descrive mai questo colpo come una tecnica studiata, ma definisce quest'arma "un'ultima risorsa", parlandone come se avesse una sua autonomia e affermando di non essere sicuro di riuscire a controllare la grande furia di questo potere. Nel manga inoltre viene detto durante un flashback riguardante il maestro di Shun che questo potere di Shun è un qualcosa di davvero potente. Durante l'utilizzo di questa tecnica viene spiegato che quando la tecnica muta da Nebula Stream(che è una corrente d'aria che Shun usa per paralizzare l'avversario) a Nebula Storm(che è il vero è proprio attacco) la corrente d'aria diventa una violenta tempesta alla quale gli avversari non possono sopravvivere.
La Nebula Chain può svolgere varie funzioni e, nonostante si tratti di una concreta arma ai comandi di Shun, possiede un'autonomia indipendente dal Cavaliere. Due sono le catene che Shun ha a disposizione, una delle quali è adibita a funzione offensiva, mentre l'altra a quella difensiva; queste catene si possono allungare all'infinito. All'occorrenza, le due catene possono essere coordinate e usate come un'arma unitaria. La catena può anche svolgere altri compiti, venendo spesso impiegata per esempio per superare burroni o scalare pareti. Può inoltre riconoscere e segnalare la presenza di un nemico e trovarlo e raggiungerlo ovunque.
Le tecniche che la catena può adottare sono:
- Rolling Defense[30]: la Catena di Andromeda si dispone in cerchi concentrici sul suolo attorno a Shun, rappresentando una difesa inespugnabile che grazie alle scosse elettromagnetiche che attraversano gli anelli della catena impedisce all'avversario di avvicinarsi al Cavaliere; qualora l'avversario sferri un attacco entrando nei cerchi della catena, questa reagisce colpendo il nemico in più punti del corpo contemporaneamente.
- Variante del Rolling Defense: la Catena di Andromeda si dispone in circolo intorno a tutto il corpo del Cavaliere, creando una cupola protettiva che lo preserva dai colpi nemici; il movimento vorticante inoltre consente alla catena di ribattere le offese avversarie quando possibile.
- Thunder Wave: generalmente organizzato con entrambe le catene (se la Catena di Difesa non è impegnata in altro), è un attacco diretto che sfrutta la capacità della Catena di Andromeda di trovare un nemico anche quando è nascosto compiendo movimenti a zig-zag simili alle onde sonore di un tuono.

Altra peculiarità della catena di Andromeda è la capacità di intuire la strategia dell'avversario e di controbatterne le mosse. Quando Shun affronta Io di Scilla, Generale degli Abissi (Marine) del dio Poseidon, la catena organizza una difesa specifica a seconda del colpo che l'avversario scaglia sotto forma di bestie, quelle che nel mito greco componevano il corpo mostruoso di Scilla. Le contromisure adottate dalla catena sono:
- Tela del Ragno: la catena si dispone a tela di ragno e l'avversario vi rimane immobilizzato;
- Rete del Cacciatore: la catena forma una rete e vi intrappola l'avversario;
- Condotto a Spirale: la catena si dispone a tunnel e blocca l'avversario in una morsa stritolatrice;
- Boomerang: la catena compie un movimento ellittico simile a quello di un boomerang e colpisce l'avversario alle spalle;
- Tagliola: la catena circonda l'avversario formando una trappola a scatto simile a una tagliola per lupi e cani, nella quale il nemico rimane intrappolato;
- Gabbia: la catena circonda l'avversario e lo stritola[32].

Un'altra peculiarità della catena di Andromeda è quella di attraversare le dimensioni spazio temporali, infatti nel manga originale e in Next Dimension viene specificato chiaramente che è un oggetto che ha la capacità di attraversare le dimensioni. . 

### Altre capacità
- 7° senso : è il senso che dona il pieno potere del cosmo di un Saint, che diviene potente quanto il cosmo dei 12 Gold Saint. Nel manga viene spiegato che normalmente solo i Gold Saint possiedono il settimo senso, Shun lo acquisisce la prima volta durante la battaglia alle 12 case dello zodiaco.[34]
- 8° senso (Arayashiki) : nel manga classico viene spiegato che è un senso superiore ai primi sette sensi, superiore anche al settimo senso, è che per acquisirlo bisogna superare il cosmo del settimo senso, cosa che accade molto raramente. L'Ottavo senso dona la capacità a coloro che lo aquisiscono da vivi[35]di entrare da vivi nel regno dei morti, cosa normalmente impossibile agli esseri viventi. Shun lo acquisisce per entrare nel regno di Hades durante la guerra sacra del ventesimo secolo contro il dio.[36]

## Altri media
Il personaggio di Shun è stato adattato e trasposto per altri media dedicati alla serie, come cinema, televisione e videogiochi (appare come pg giocabile sia nei due videogiochi dedicati alla serie per PlayStation 2 sia nei due videogiochi per PlayStation 3).
In I Cavalieri dello zodiaco - La leggenda del Grande Tempio l'aspetto e il carattere di Shun cambiano leggermente: i capelli sono lisci e leggermente più corti; fatto importante è la scomparsa del suo carattere pacifista, sostituito con quello di un ragazzo spensierato e ottimista che sacrificherebbe la propria vita per difendere la dea Atena. L'armatura non cambia molto: le uniche differenze sono le catene che sono formate da anelli romboidali e che non sono distinte in Catena di attacco e Catena di difesa, e l'elmo, che ricopre interamente la testa, con sulla fronte l'effigie di Andromeda. L'armatura è inoltre percorsa dal suo cosmo sotto forma di linee verdi.
Nel reboot della serie Saint Seiya - I cavalieri dello zodiaco targata Netflix e Toei Animation, Shun diventa Shaun, una ragazza, la sorella di Phoenix. La Teoi Animation ha provato di giustificarsi sul cambio di sesso del personaggio, spiegando che l'intento era quello di introdurre più personaggi chiave femminili rispetto al manga originale.

## Accoglienza e ricezione
In Giappone Shun è il terzo personaggio più popolare dei Saint Seiya dopo Shiryu e Hyoga, essendosi classificato terzo in un sondaggio relativo ai cinque protagonisti della serie., mentre nel sondaggio della Toei su quale fosse il personaggio preferito della serie anime Saint Seiya Ω si è classificato ottavo su 68.
Come per altri protagonisti di anime e manga sul personaggio sono stati messi in commercio vari articoli di merchandising, come plush e action figure con le differenti armature (si vedano i vari modellini della serie classica, Dx e Myth Cloth). Nel manga Proteggi la mia terra di Saki Iwatari, l'autrice - fan indiscussa dell'anime - cita spesso Saint Seya in maniera più o meno velata nei primi numeri della serie, per esempio i suoi personaggi si trasformano in Shiryu, lo stesso Shun e Hyoga. È apparso inoltre in tutti i videogiochi tratti dalla serie, anche nei due per PlayStation 2 e nei due per PlayStation 3.